# Bredemeyera colletioides
Bredemeyera colletioides är en jungfrulinsväxtart som först beskrevs av R. Phil, och fick sitt nu gällande namn av Chod.. Bredemeyera colletioides ingår i släktet Bredemeyera och familjen jungfrulinsväxter. Inga underarter finns listade i Catalogue of Life.